# Sobralieae
Tribu
Synonymes
- Sobraliinae (aussi appelés Sobralieae) Schltr., (1926)[1]

Les Sobralieae sont une tribu de la sous-famille des Epidendroideae, dans la famille des Orchidaceae. 
Les espèces considérées étaient classées dans la sous-tribu des Sobraliinae mais la classification APG III considère dorénavant qu'il s'agit de la tribu des Sobralieae incluant en plus le genre Sertifera, alors qu'auparavant cette sous-tribu n'était pas classée dans une tribu.

## Liste desgenres
- Elleanthus C.Presl (1827).
- Epilyna Schltr. (1918).
- Sertifera Lindl. & Rchb.f. (1876).
- Sobralia Ruiz & Pav. (1794).

## Publication originale
- (de) Pfitzer E.H.H., 1987. Entwurf einer natürlichen Anordnung der Orchideen (Entw. Nat. Anord. Orch.), p. 99.